# Resolutie 1715 Veiligheidsraad Verenigde Naties
Resolutie 1715 van de Veiligheidsraad van de Verenigde Naties werd unaniem door de
VN-Veiligheidsraad aangenomen op 9 oktober 2006 en beval
de Algemene Vergadering aan om de Zuid-Koreaanse diplomaat en politicus Ban Ki-moon aan te stellen
als nieuwe secretaris-generaal van de Verenigde Naties.

## Achtergrond
Ban Ki-moon werkte voorheen onder meer als
ambassadeur in verschillende landen en bij de Verenigde Naties. Van 2004 tot 2006 was hij
Minister van Buitenlandse Zaken van zijn thuisland. In dat laatste jaar stelde hij zich kandidaat om
Kofi Annan op te volgen als secretaris-generaal van de Verenigde Naties. Na een diplomatiek offensief werd
hij op 9 oktober door de VN-Veiligheidsraad naar voren geschoven. Op 13 oktober werd hij door de 192
leden van de Algemene Vergadering aangesteld en op 14 december legde hij de eed af.

## Inhoud
De Veiligheidsraad:
- Overwoog de kwestie in verband met de aanbeveling van de secretaris-generaal van de Verenigde Naties.
- Beveelt de Algemene Vergadering aan Ban Ki-moon aan te stellen als secretaris-generaal voor een ambtstermijn van 1 januari 2007 tot 31 december 2011.

## Verwante resoluties
- Resolutie 1091 Veiligheidsraad Verenigde Naties (1996)
- Resolutie 1358 Veiligheidsraad Verenigde Naties (2001)
- Resolutie 1733 Veiligheidsraad Verenigde Naties (2006)
- Resolutie 1987 Veiligheidsraad Verenigde Naties (2011)

Lijst ·  1652 ·  1653 ·  1654 ·  1655 ·  1656 ·  1657 ·  1658 ·  1659 ·  1660 ·  1661 ·  1662 ·  1663 ·  1664 ·  1665 ·  1666 ·  1667 ·  1668 ·  1669 ·  1670 ·  1671 ·  1672 ·  1673 ·  1674 ·  1675 ·  1676 ·  1677 ·  1678 ·  1679 ·  1680 ·  1681 ·  1682 ·  1683 ·  1684 ·  1685 ·  1686 ·  1687 ·  1688 ·  1689 ·  1690 ·  1691 ·  1692 ·  1693 ·  1694 ·  1695 ·  1696 ·  1697 ·  1698 ·  1699 ·  1700 ·  1701 ·  1702 ·  1703 ·  1704 ·  1705 ·  1706 ·  1707 ·  1708 ·  1709 ·  1710 ·  1711 ·  1712 ·  1713 ·  1714 ·  1715 ·  1716 ·  1717 ·  1718 ·  1719 ·  1720 ·  1721 ·  1722 ·  1723 ·  1724 ·  1725 ·  1726 ·  1727 ·  1728 ·  1729 ·  1730 ·  1731 ·  1732 ·  1733 ·  1734 ·  1735 ·  1736 ·  1737 ·  1738